# نونهام
نونهام (به هلندی: Nunhem) یک منطقهٔ مسکونی در هلند است که در لئودال واقع شده‌است. نونهام ۶۷۰ نفر جمعیت دارد.